# XIVe siècle
Le XIVe siècle commence le 1er janvier 1301 et finit le 31 décembre 1400.

## Événements

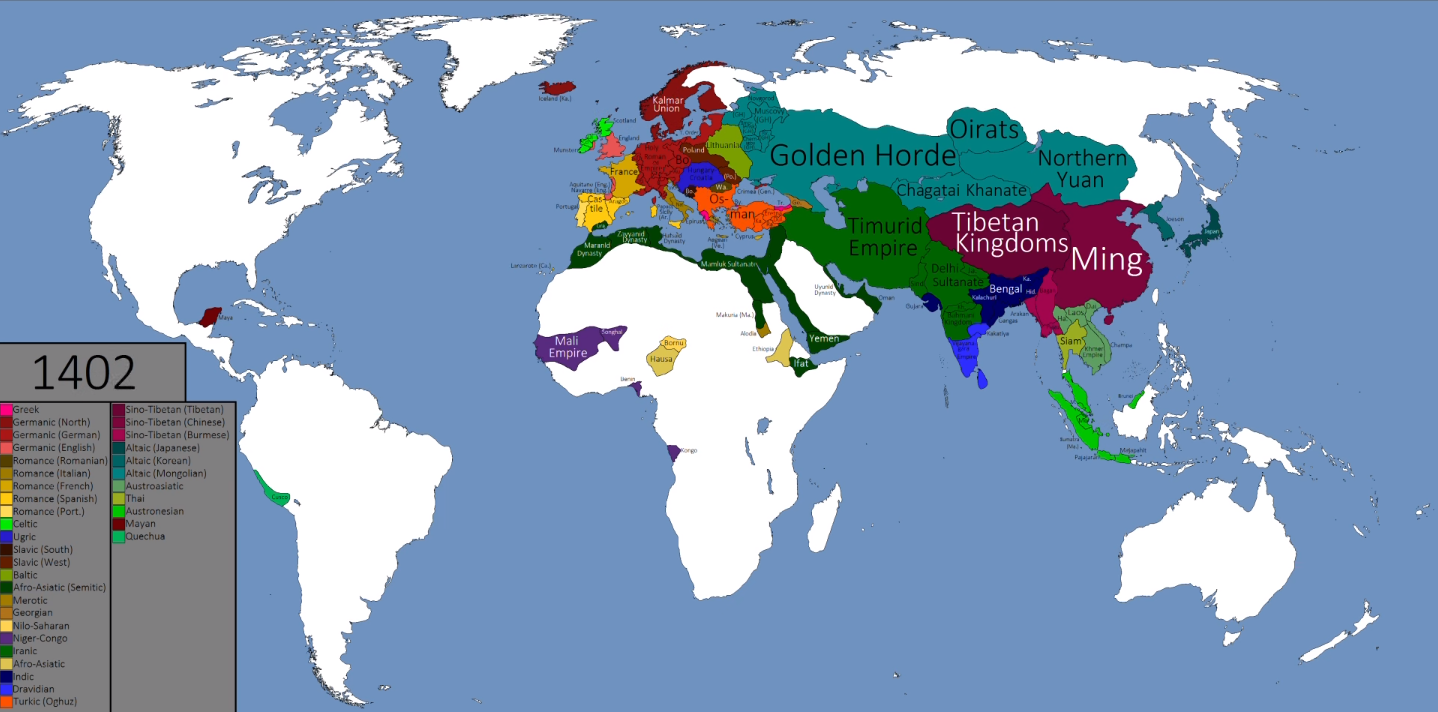
Planisphère représentant la répartition politique mondiale à la fin du XIVe siècle.

### Afrique
- Vers le début du XIVe siècle : le fils d’un chef du petit royaume de Boungou, nommé Ntinu Wene ou Nimi a Lukeni, originaire de la vallée du Kouango, fonde le royaume du Congo après s’être imposé aux chefs des tribus voisines. Il établit sa capitale au centre de son royaume, dans la chefferie de Mpemba, au camp militaire de Mbali, d’où partent plusieurs expéditions qui aboutissent à l’annexion du Nsundi (en), de Mbamba et de Soyo. Par ailleurs des royaumes voisins, le Mpangou et le Mbata, payent un tribut au souverain du Congo qui prend le titre de Manicongo ou de Ne-Congo[1].

- Vers 1300-1400 : au Fouta-Toro (Sénégal), la dynastie musulmane toucouleur des Manna est renversée par la dynastie païenne des Tondyon, d'origine sérère, qui règne pendant un siècle[2].
- 1312-1337 : apogée de l’empire du Mali sous le règne de Mansa Moussa[3].
- 1316 : huit dominicains menés par Bartolomeo da Tivoli s’installent à Dongola, en Nubie au moment où un gouverneur musulman est nommé par les sultans du Caire. Bartolomeo da Tivoli est nommé par le pape évêque de Dongola en 1330[4]. À la même époque, vers 1302, le Génois Sor Leone Vivaldi, fils de Ugolino Vivaldi, aurait atteint Magdasor, peut-être Mogadiscio[5] ou Mogador[6].
- Vers 1360 : fondation de l'empire du Djolof par Ndiadiane Ndiaye[7].

- XIVe siècle :
  - fondation du royaume du Ouaddaï, à l’est du Kanem-Bornou[8] ; il est gouverné par des chefs animistes Maba qui sont peu à peu remplacés par des Toundjour venus du Darfour. Ces derniers règnent durant un siècle sur ce territoire qui joue un rôle secondaire jusqu’à sa conversion à l’islam au XVIIe siècle[9].
  - à la fin du XIVe siècle ou au début du XVe siècle les Mossi, venus du nord du Ghana actuel, forment des États aristocratiques dans les hautes et moyennes vallées de la Volta[10]. Le moins mal connu de ces royaumes animistes est le Yatenga en raison de sa proximité des royaumes musulmans. Les Mossi résistent farouchement à l’islam et à leurs voisins beaucoup plus puissants et mieux organisés qu’eux et prennent souvent l’initiative de l’attaque.
  - hégémonie du comptoir arabe de Paté sur la côte swahilie en Afrique orientale[11].

### Amérique
- Série d’années pluvieuses dans le Sud-Ouest de l’Amérique du Nord à partir de 1300 et pendant tout le XIVe siècle[12].
- 1300-1600 : quatrième période Pueblo en Amérique du Nord[13].
- 1325 : fondation de Mexico-Tenochtitlan par les Aztèques[14].
- 1370-1470 : prospérité du royaume Chimú, sur la côte nord du Pérou[15], avec Chan Chan pour capitale, qui couvre plus de 20 km2.

### Asie et Pacifique
- 1320-1413 : la dynastie des Tughlûq règne sur le sultanat de Delhi, en Inde[16].
- 1331-1364 : expansion du Majapahit en Indonésie[17].
- 1336–1392 : époque Nanboku-chō au Japon[18] ; l’arc et la cavalerie, qui ont dominé jusqu’alors l’art de la guerre, s’effacent au XIVe siècle devant l’épée et l’infanterie. Les luttes des « dynasties du Nord et du Sud » se règlent soit à la suite de sièges parfois très longs, soit par de grandes batailles rangées, où le rôle de la piétaille armée de piques devient prépondérant.
- 1336-1565 : royaume de Vijayanagara en Inde[19].
- 1338-1573 : époque de Muromachi au Japon. Établis à Kyôto dans le faubourg de Muromachi, les Shoguns Ashikaga tiennent une cour extrêmement brillante, un peu à la manière des cours italiennes de la Renaissance. Sous l’influence de la culture Song, l’architecture s’affine à l’extrême (Pavillons d’Or et d’Argent), une peinture nouvelle, mariant sur des fonds d’or les couleurs vives, flamboie sur les cloisons des résidences tandis que, dans d’austères pavillons savamment rustiques, s’élaborent les rites de la cérémonie du thé[20].
- 1351-1368 : révolte des Turbans rouges en Chine[21].
- Après 1350 : début de la période classique maorie dans l’île du nord de la Nouvelle-Zélande[22]. La population s’accroît rapidement dans l’île Nord et les tribus sont constamment en guerre. Les pa, des forteresses massives de terre pisé avec terrasses sont érigées sur les flancs des volcans éteints, sur les crêtes et promontoires, mais aussi en terrains plats et dans les marécages. Ils se renforcent et deviennent de plus en plus nombreux avec le temps. Des systèmes d’exploitation des sols sont mis au point, tels les systèmes de limites de champs et de fosses pour conserver les patates douces retrouvées dans l’île Nord ; la subsistance dépend désormais de l’agriculture (patate douce, racines de fougère)[23]. Sur l’île Sud, la population et le nombre de sites déclinent.
- 1354-1434 : les Phagmodrupas prennent le pouvoir au Tibet, tandis que le bouddhisme tibétain bénéficie d’un nouvel essor grâce aux mesures énergiques du moine réformateur Tsong-kha-pa (1357-1419), qui fonde l’ordre religieux des Dge-lugs-pa, plus connu sous le nom de l'école des bonnets jaunes[24].
- 1368-1644 : dynastie Ming en Chine[21].
- 1370-1405 : conquêtes de Tamerlan en Asie occidentale[25].

### Europe
Le siècle est marqué par le début du petit âge glaciaire, à partir de l’hiver 1303 et des suivants, caractérisé par une avancée des glaciers européens, des températures hivernales très froides, non constantes mais fréquentes, des étés souvent humides et frais. Une période très humide provoque des famines en Europe dans les années 1315-1316 ; la peste noire de 1347-1350 réduit du tiers la population européenne ; enfin la guerre de Cent Ans ravage la France et est accompagnée de famines. Cet ensemble d'événements constitue la crise de la fin du Moyen Âge.
- 1302-1305 : guerre en Flandre. Bataille de Courtrai (1302). Bataille de Zierikzee. Bataille de Mons-en-Pévèle (1304). Traité d'Athis-sur-Orge[28].
- 1307-1314 : arrestation et procès des Templiers[28]. Le pape Clément V dissout l'ordre du Temple au concile de Vienne (1312)[29]. Jacques de Molay, grand-maître des Templiers est condamné à être brûlé vif (1314)
- 1309-1378 : la papauté est établie en Avignon à la suite du conflit entre Philippe le Bel et Boniface VIII[29].
- 1312-1357 : apogée de la Horde d'or sous le règne d'Özbeg et de son fils Djanibeg. Des troubles internes affaiblissent le khanat de 1359 au règne de Tokhtamych qui réunifie brièvement la Horde de 1381 à 1395[30].
- 1316-1341 : le grand-duc de Lituanie Gediminas conquiert les principautés russes de Volhynie, de Biélorussie et une partie de l'Ukraine du Nord-Ouest[31]. Les grands se lient en une pyramide d’obligations partant du grand-duc et accaparent de vastes domaines dans les régions conquises, transformant les paysans russes en serfs. Les villes se développent en suivant l’exemple polonais, c’est-à-dire par l’action de marchands et d’artisans allemands.
- 1323-1328 : révolte des Karls en Flandre[32].
- 1337-1453 : guerre de Cent Ans entre la France et l'Angleterre. Succès anglais jusqu'en 1360[29].
- 1341-1364 : guerre de Succession de Bretagne[33]
- 1341-1347 : guerre civile dans l'Empire byzantin[34].

- 1346 : bataille de Crécy[29].
- 1347-1352 : une terrible pandémie, la peste noire, provoque la mort d'un tiers de la population européenne[29].
- 1354-1402 : premières conquêtes des Ottomans sur l'Empire byzantin dans les Balkans[35].
- 1360-1380 : reconquête française pendant la guerre de Cent Ans[29].
- 1366-1369 : guerre civile en Castille[36].
- 1378-1417 : le grand Schisme d'Occident divise l'Église catholique ; un pape est établi à Rome, un autre en Avignon[29].
- 1378-1384 : troubles sociaux en Europe occidentale. Révolte des chaperons blancs (1379-1382)[37]. Révolte des paysans en Angleterre. Révolte des Tuchins en Languedoc. Révolte de la Harelle à Rouen. Révolte des Maillotins à Paris[38].
- 1378-1381 : la guerre de Chioggia consacre la supériorité maritime de Venise sur sa rivale Gênes en Méditerranée orientale[39].
- 1385 : premiers textes connus concernant les Roms en Moldavie et Valachie, liés à leur situation d'esclavage. Arrivés en Europe au début du siècle en passant par la Grèce, ils viennent d’Inde du Nord (XIe siècle) ; leur trajet peut être retracé par les emprunts de mots persans, kurdes ou grecs dans les dialectes roms européens que l’on retrouve. Ils restent en Grèce près d’un siècle avant de s’installer dans toute l’Europe. Au début du XVIe siècle, ils atteignent tous les pays du continent, y compris la Russie, la Scandinavie, les Îles Britanniques et l’Espagne[40].

## Personnages significatifs
- Philippe IV de France, dit Philippe Le Bel (1285-1314), roi de France, roi de Navarre,
- Louis X de France, (1314-1316), roi de France, roi de Navarre,
- Philippe V de France, (1316-1322), roi de France, roi de Navarre,
- Charles IV de France, (1322-1328), roi de France, roi de Navarre,
- Édouard III d'Angleterre, (1312-1377), roi d'Angleterre, petit-fils de Philippe le Bel. Il rétablit l'autorité royale en Angleterre, commence la guerre de Cent Ans car il est le successeur le plus direct au trône de France vacant qui sera désormais occupé par la branche cadette des Capétiens, les Valois.
- Édouard de Woodstock, (1330-1376), dit le Prince Noir. Prince de Galles, fils aîné d'Édouard III. Il est l'un des principaux chefs de guerre de la guerre de Cent Ans. Il commande les forces anglaises en France. Il remporta notamment la bataille de Crécy et la bataille de Poitiers : deux des principaux désastres militaires français.
- Philippe VI de France, (1328-1350), roi de France,
- Jean II de France, dit Jean Le Bon, (1350-1364), roi de France,
- Charles V de France (1364-1380), roi de France,
- Charles VI de France (1380-1422), roi de France,
- Tamerlan (Timur lenk) (Shahr-e Sabz, 1336 - Otrar 1405), conquérant des empires perse, ottoman et de l'Inde, fondateur de l'Empire timuride.
- Bertrand Du Guesclin (La Motte-Broons, v. 1320 - Châteauneuf-de-Randon, 1380), chevalier et connétable de France.
- Guillaume d'Ockham (v. 1285-1347), philosophe franciscain anglais,
- Pétrarque (1304-1374), précurseur de la Renaissance en Italie, (Trecento).
- John Wycliffe (1320 - 1384), théologien anglais et partisan précoce de la réforme de l'Église catholique romaine.
- Ibn Khaldoun (Tunis, 1332, Le Caire, 1406, historien, philosophe et sociologue d'Afrique du Nord,

Voir : Philosophes et théologiens du XIVe siècle